# Arapuni (Neuseeland)
Arapuni ist eine ländliche Gemeinde in der Region Waikato auf der Nordinsel von Neuseeland.

## Geographie
Arapuni liegt 15 km südwestlich von Tirau am Waikato River. Hamilton liegt 45 km nordwestlich des Ortes. Die Einwohnerzahl der Gemeinde ging zwischen den Jahren 1996 mit 2211, 2001 mit 2163 und 2006 mit 2145 Einwohnern leicht zurück, erholte sich aber Stand 2013 mit 2190 Einwohnern wieder leicht.

## Arapuni Power Station
Westlich des Ortszentrums befindet sich die Arapuni Power Station, ein Wasserkraftwerk, dessen Damm den Lake Arapuni aufstaut. Unterhalb des Staudammes führt eine Hängebrücke, die Arapuni Suspension Bridge über den Fluss. Der Staudamm bei Arapuni wurde 1929 in Betrieb genommen. Das Kraftwerk besteht aus acht Turbinen mit insgesamt 196 MW Leistung, damit ist es das leistungsstärkste der Kraftwerke am Waikato River. Das Kraftwerk wird von Mercury NZ Limited betrieben.